# Лорч, Тембинкоси
Тембинкоси Лорч (англ. Thembinkosi Lorch; 22 июля 1993, Блумфонтейн, ЮАР) — южноафриканский футболист, нападающий клуба «Орландо Пайретс» и сборной ЮАР. Участник Кубка африканских наций 2019 года в Египте.

## Биография
Родился в Блумфонтейне в 1993 году. С 2013 по 2016 год выступал за клубы первого дивизиона ЮАР по футболу «Малути ФЕТ Колледж» (англ. Maluti FET College F.C.) и «Кейптаун Олл Старс» (англ. Cape Town All Stars). В премьер-лиге страны дебютировал в сезоне 2016/17 за команду «Чиппа Юнайтед» (англ. Chippa United Football Club), в том же сезоне перешёл в клуб «Орландо Пайретс».
За сборную Южной Африки выступал в товарищеских матчах с 2016 года. В 2018 году присутствовал в заявке сборной на квалификационном турнире к чемпионату мира 2018 года в России. Дебютировал за основную сборную на Кубке африканских наций 2019 года 6 июля в матче 1/8 финала турнира против команды Египта. Выйдя в матче в стартовом составе, отыграл почти весь матч, был заменён на 93 добавленной минуте. На 85 минуте матча забил в ворота Египта единственный гол, который вывел команду в четвертьфинал турнира. В четвертьфинальном матче вышел на замену на 58 минуте, голов не забил.